# ノースウェスト・スミス
ノースウェスト・スミス（ Northwest Smith ）は、SF作家のC・L・ムーアの作品に登場する架空のヒーローである。ノースウェスト・スミスを主人公とする一連の作品群(ノースウェスト・スミス作品あるいはノースウェスト・スミス物)がムーアの著作の重要な位置を占めている。

## ストーリーの設定
スミスは、人類が太陽系全体の植民地化を完了している、年代は明らかにされていない未来(推定西暦3500年代)に住む、宇宙船のパイロットであり密輸業者である。
ストーリーは、パルプ・マガジン時代のSFストーリーに共通の環境の一つに設定されている。太陽系の全ての惑星は生存可能な環境を持ち、また独自の文明も持っている。惑星に住む知的種族の多くは、相対的に原始的な文化を持っている。惑星の原住民と地球の植民者の関係は、ネイティブ・アメリカン、アフリカンあるいは他の原住者と植民地主義との関係に類似している。これに対する例外が、火星と金星であり、ムーアは古代的、退廃的な文化を持つ世界として描写している (これはかつて西洋人の目に映った中国と他の古代のアジアの文化を意味しているのかも知れない)。この一般的な設定環境は、ムーアの友人であったエドモンド・ハミルトンやリイ・ブラケットを含む、他の多数の作家と共有されていたものである。

## キャラクターの設定
職業的には、スミスは密輸を含む多様な犯罪で生計を立てているアウトローである。性格としては、彼はアンチヒーローであり、冷酷であり、利己的であり、シニカルである。それにもかかわらず、彼の存在の核には善があり、彼自身の意思にかかわらず、正義を実行してしまう。スミスは、暗色の髪、「スペース・ブロンズ」の肌、灰色の瞳を持ち、宇宙船乗りの革服を着て、熱線銃を古い西部のガンファイターのように腰に吊っていると描写されている。彼の宇宙船の「メイドン」号は、小型で外見は華々しくはないが驚異的に高速で敏捷であるという（月並みな）設定だが、本編中で活躍したことはない。彼の最も親しい盟友は、同様に非道徳な金星人アウトローのヤロール (Yarol)である。
彼のストーリーは、しばしば神として崇拝されて来た古代の異星種族を含む。このテーマはH.P.ラブクラフトが描く物語と類似性を持つが、ラブクラフトの物語と異なり、ムーアの描くヒーローは、絶望的な状況から、常に勝利をもぎ取っている。また、ラブクラフト作品とは異なり、異星の女性ないしは女性的な怪物が多数登場する。
ノースウェスト・スミスを主人公とする最初の作品はシャンブロウであり、この中でムーアは、奇妙な女性の異性人と遭遇したスミスの性欲と依存性をテーマとして扱っている。
「スターストーンを求めて」という短編は、スミスをムーアのもう一人の有名なキャラクターである「ジョイリーのジレル」につなぐものであり、やはり大変価値がある。
ムーアは本来、スミスを西部劇のキャラクターとして創造したが、彼女自身がSFに転向したときに、その名前をそのまま持ち込んだものである。彼女自身は、磁気コンパスの方位が無意味となる宇宙空間で、キャラクターの名前が「ノースウェスト」である不条理さを気に入っていたと伝えられている。

## ノースウェスト・スミス作品の登場生物
- シャンブロウ
- アレンダー Alendar … 男性の姿をしているが、正体は太古から存在する黒いヘドロ状生物の一体。美を喰らう。「黒い渇望」に登場。
- ファロール … 今は無数の小惑星と化した失われた惑星を支配していた古の三人の神々の一人。しかし、その亡骸さえもが塵と化して久しい。「神々の塵」に登場。
- ジュリ Julhi … 廃墟となっている金星の古代都市ヴォンと重なる異次元のヴォンの町の住人。超古代の種族、一眼族の一員。非人間的な美しさを持つ。ダイヤモンド型の顔に鼻は低く鼻孔は離れていて、口はハート型、睫毛の上には眉の代わりに虹色の羽毛がありも頭部には鶏冠がある。上半身は人間に似ており、下半身は既知の生物で似ているものはおらず、全身の動きは蛇を想わせる。口から発するハミングは相手を催眠状態に陥らせる。「ジュリ」に登場。
- 冷たい灰色の神 The Cold Gray God … 自らを神と名乗り、人間の中に入り込んで身体を乗っ取る霧状の生命体。神としての名は読者にはとうとう明かされずに終わる。「冷たい灰色の神」に登場。
- イヴァラ Yvala … 木星の月の廃墟に棲む、ギリシア神話のキルケを想わせる魔女。本人にとって理想の美女の幻を見せて引き寄せ、精神の「人間の部分」を燃やして喰らう異質な生命体で、人間の眼には炎に見える。「イヴァラ」に登場。
- サグ Thag … 古代火星のイラー王が闇の世界から召喚した存在。従属種族は樹木人間たち。樹の姿をしているが植物生命体ではなく、三次元世界に出現した形がそう見えるだけで、音で人間たちを呼び寄せ、枝の先端に咲く血の色をした花で巫女の肉体を愛撫し、犠牲を殺す。「生命の樹」に登場。

## 作品リスト
ノースウェスト・スミスを主人公とする一連の作品群(ノースウェスト・スミス作品)は次のとおりである。

### 元来のストーリー
- 「シャンブロウ」（ウィアード・テイルズ 1933年11月号）：火星で、ノースウェストは奇妙な美しい少女をラクダロール市の暴徒から救い出し、親密になる。
- 「黒い渇望」又は「黒い渇き」 Black Thirst （ウィアード・テイルズ 1934年4月号）：ミンガの処女の一人が、彼女が住む禁じられた金星の砦にノースウェストを導き入れる。そこは予想を超えた広大な世界であった。
- 「緋色の夢」又は「真紅の夢」(Scarlet Dream ウィアード・テイルズ 1934年5月号：ラクダロール市でノースウェストが手にした、ある奇妙な模様のショールが、彼に悪夢を与える。
- 「神々の遺灰」又は「神々の塵」 Dust of Gods （ウィアード・テイルズ 1934年8月号）：ノースウェストとヤロールは、火星北部で、死んだ神の物理的な残渣を探すという仕事を引き受ける。
- 「ジュリ」又は「異次元の女王」 Julhi （ウィアード・テイルズ 1935年3月号）：ノースウェストは金星のヴォンの廃墟で異界に引き込まれ、そこで異次元の妖女ジュリの虜になる。
- 「冷たい灰色の神」The Cold Gray God （ウィアード・テイルズ 1935年10月号）：火星の極地の都市であるリグァ市で、ノースウェストは金星人の女性(歌手)と出会うが、その言動が本人とはかけ離れている。
- 「イヴァラ」又は「炎の美女」 Yvala （ウィアード・テイルズ 1936年2月号）：ノースウェストとヤロールは、木星の衛星の密林で奴隷女を捕獲しようとするが、結局は自分達自身の本性について多くを見出すこととなる。
- 「失われた楽園」 Lost Paradise （ウィアード・テイルズ 1936年7月号）：大きな秘密を持つ小柄な老人(地球の月の古代先原住民の子孫)が、精神転送によりノースウェストに月の古代の歴史を明かすが、思いがけない事態が発生する。
- 「生命の樹」 The Tree of Life （ウィアード・テイルズ 1936年10月号）：パトロールに撃墜され、たどりついた火星イラーの廃墟で、ノースウェストは火星乾地人の過去について多くのことを見出す。

### ファンジン作品と共同作品
- 「暗黒の妖精」又は「暗黒界の妖精」 Nymph of Darkness Fantasy Magazine fanzine、1935年4月号：フォレスト・J・アッカーマンとの共作。
- 「スターストーンの探索」又は「スターストーンを求めて 」Quest of the Starstone ウィアード・テイルズ、1937年11月：後に夫となるヘンリー・カットナーとの共作。なお、本作中において「地球の緑の丘」という歌が登場し、のちにロバート・A・ハインラインが同名の短編を執筆している。
- 「狼女」又は「幻の狼女」 Werewoman Leaves fanzine、1938/39年冬季号：執筆順では「シャンブロウ」に続く第二作だったが、ファーンズワース・ライトに没にされていた。
- 「短調の歌」Song in a Minor Key Scienti-Snaps fanzine、1940年2月号：地球の大地でクローバーの上に寝そべり、ノースウェストは自分の過去（十代で犯した最初の殺人；隣家の少女を一家もろとも殺害した憎い敵を射殺した）を瞑想する。

### 作品集
ノースウェスト・スミス作品を含むムーアの作品集は次のとおりである。
- Shambleau and Others (1953): 「シャンブロウ」、「黒い渇き」、「生命の樹」、「真紅の夢」およびジョイリーのジレル作品3編(Black God’s Kiss、Black God’s Shadow および Jirel Meets Magic)から成る作品集。
- Northwest of Earth (1954): 「神々の塵」、「ジュリ」、「失われた楽園」、「冷たい灰色の神」、「イヴァラ」およびジョイリーのジレル作品2編 (The Dark Land、Hellsgarde)から成る作品集。
- Scarlet Dream (1981): 「黒い渇き」、「神々の塵」、「ジュリ」、「失われた楽園」、「シャンブロウ」、「冷たい灰色の神」、「生命の樹」、「イヴァラ」、「真紅の夢」、「短調の歌」から成る作品集。
- Black Gods and Scarlet Dreams (2002): 「真紅の夢」とジョイリーのジレル作品5編から成る作品集。
- Northwest of Earth (2007): 元来のストーリー、ファンジン作品および共同作品を含む全てのノースウェスト・スミス作品から成る作品集。

下記は日本語訳・短編集（独自に編集された）
- ハヤカワ文庫SF版。挿絵担当は松本零士
  - 『大宇宙の魔女―ノースウェスト・スミス』仁賀克雄 訳（1971）ISBN 978-4150100360
  - 『異次元の女王―ノースウェスト・スミス』仁賀克雄 訳（1972）ISBN 978-4150100629
  - 『暗黒界の妖精―ノースウェスト・スミス』仁賀克雄 訳（1973）ISBN 978-4150100827
- 論創社版。上記・ハヤカワ版を改訳
  - 『シャンブロウ』仁賀克雄 訳（2008）ISBN 978-4846007683
- 創元SF文庫版
  - 『大宇宙の魔女　ノースウェスト・スミス全短編』中村融・市田泉 訳（2021）ISBN 978-4488790011